# Тарасенко, Анатолий Фёдорович
Анато́лий Фёдорович Тарасе́нко  (1 января 1941 — 18 августа 2023) — советский и российский военачальник, начальник Службы безопасности полётов авиации Вооружённых Сил Российской Федерации (1994—2001), заслуженный военный лётчик Российской Федерации, генерал-полковник авиации.

## Биография
Родился 1 января 1941 года в селе Степное Ставропольского края. В 1963 году окончил Ейское высшее военное авиационное училище лётчиков. Прошел ступени от летчика до заместителя командира эскадрильи. В 1970 году окончил Военно-воздушную академию им. Ю. А. Гагарина, по окончании которой исполнял обязанности командира эскадрильи, полка, дивизии в Прибалтийском военном округе. Командовал 105-й авиационной дивизией истребителей-бомбардировщиков в ГДР, с 1983 по 1985 год — заместитель командующего ВВС Группы советских войск в Германии.
В 1987 году окончил Военную академию Генерального штаба Вооружённых сил СССР им. К. Е. Ворошилова. С августа 1987 года — командующий ВВС Ленинградского военного округа, с мая 1988 года — командующий 76-й воздушной армией. С декабря 1988 по 1993 год — командующий 16-й воздушной армией. В 1994 — командующий ВВС Западной группы войск. С 1994 по 2001 год — начальник Службы безопасности полётов авиации Вооруженных Сил Российской Федерации.
Имеет классную квалификацию «Военный летчик 1-го класса». За особые заслуги в освоении авиационной техники, высокие показатели в воспитании и обучении лётных кадров и многолетнюю безаварийную лётную работу в военной авиации удостоен почетного звания «Заслуженный военный лётчик Российской Федерации».
С 2001 года отставке. Председатель Совета Региональной Общественной организации «Союз ветеранов 16-й воздушной армии».
Скончался 18 августа 2023 года на 83-м году жизни. Похоронен на Федеральном военном мемориале «Пантеон защитников Отечества».

## Награды
Награждён орденом Красной Звезды, орденами «За службу Родине в Вооружённых Силах СССР» II и III степени, медалями.
Лауреат премии Правительства Российской Федерации за значительный вклад в развитие Военно-воздушных сил (17 декабря 2012 года) — за испытания и исследования вооружения, военной и специальной техники Военно-воздушных сил, способствовавшие прогрессу отечественной авиации и средств противовоздушной обороны.